# DisplayPort
Précédent Suivant
DisplayPort ou simplement DP est une interface numérique marketing pour écran mise en place par le consortium Video Electronics Standards Association (VESA). Les détenteurs d'origine de la technologie DisplayPort sont Hitachi Maxell, Koninklijke Philips, Silicon Image et Sony Corporation. Il définit une nouvelle interconnexion numérique audio/vidéo. Celle-ci est d’abord conçue pour relier un ordinateur à ses moniteurs, ou un ordinateur et un système de home cinema.
La version 1.0 a été approuvée en mai 2006, la version 1.1 a été approuvée le 2 avril 2007, la version 1.2 a été approuvée le 22 décembre 2009, la version 1.3 a été approuvée le 15 septembre 2014, la version 1.4 a été approuvée le 1er mars 2017.
Plusieurs ordinateurs de la marque Lenovo furent équipés de ce port à partir de 2009. Dans les années qui suivirent d'autres fabricants de carte mère et PC portable ajoutèrent le port à leurs produits même si le format le plus populaire était le HDMI.
En 2008, Apple intègre le format « mini DisplayPort » à ses produits et annonce en 2013 que le connecteur fera partie intégrante de la connectique Thunderbolt.
Début 2016, le format DisplayPort se présente à présent à travers la connectique USB Type-C compatible Thunderbolt 3.

## Caractéristiques techniques
- Avec un débit de 10,8 Gbit/s, il supporte les moniteurs à haute définition jusqu’à 2560×1600 avec un câble simple[1].
- Transmission des données 8b/10b
- Supporte les profondeurs de couleur de 6, 8, 10, 12 et 16 bits par composante.
- Transmission de la bande passante maximale avec un câble de 3 mètres.
- Transmission de la bande passante réduite, 1080p, avec un câble de 15 mètres.
- Le connecteur DisplayPort permet une connexion simple en aveugle, ce qui évite d’avoir à déplacer les appareils.
- Supporte le chiffrement pour protection du contenu DisplayPort 128-bits AES (DPCP (en)), ainsi que la protection des contenus numériques haute définition à 40-bits (HDCP), version 1.1 et plus.

La fabrication et l'utilisation du logo DisplayPort (aussi abrégé DP) doivent être soumis à l'approbation du consortium VESA. Les spécifications peuvent être téléchargées sur le site.

## Versions

### DisplayPort 1.0
- Supporte des débits de 10,9 Gbit/s.
- Comporte un canal bidirectionnel auxiliaire de 1Mbit/s destiné aux autres données optionnelles à faire transiter entre la source et le diffuseur (données d’écran tactile, une liaison USB, une caméra, un microphone, etc.).

### DisplayPort 1.2
- La bande passante est doublée et passe à 21,6 Gbit/s.
- Supporte la 4K à 60 i/s.
- Le canal auxiliaire passe d'une bande passante de 1 Mbit/s à 720 Mbit/s permettant aussi  d’acheminer de l'Ethernet ainsi que de l'USB 2.0.
- Parmi les autres améliorations, il y a le multiples flux vidéo indépendants (connexion en chaîne de plusieurs moniteurs avec un connecteur DP out) appelés MST (Multi-Stream Transport).

### DisplayPort 1.3
- Approuvée le 15 septembre 2014[5].
- Offre une bande passante de 32,4 Gbit/s au total, sur quatre canaux, à hauteur de 8,1 Gbit/s par canal.
- Supporte deux flux 4K à 60 i/s ou la 4K à 120 i/s permettant donc un support de la 3D sur les dalles très haute-définition.
- Cette bande passante permet l'affichage du 5K (5120 × 2880) en mode RVB, et l'affichage du 8K (7680 × 4320) en utilisant 4:2:0 à 60 Hz.

### DisplayPort 1.4
- Publiée le 1er mars 2017[6]
- Débit similaire à la version 1.3
- Intégration de la technologie Display Stream Compression 1.2 (DSC)
- Compression du flux avec un rapport 3:1 sans perte visuelle
- Cette version permet de gérer du 8K à 30 i/s HDR "Deep color", ou du 4K à 120 i/s HDR "Deep color"

### DisplayPort 2.0
- Annoncée en juin 2019 et prévue initialement en 2020. La sortie a été repoussée à fin 2021 pour les écrans, à cause de la pandémie de coronavirus.
- Bande passante maximale théorique allant jusqu'à 80 Gb/s.
- Permet de gérer trois écrans 4K à 90 Hz sans compression. Avec, on peut avoir du 16K à 60 Hz, 2x 8K à 120 Hz ou même 3x 10K à 60 Hz.
- Supporte la transmission de contenus protégés en HDCP 2.3
- Pour réduire la consommation énergétique, une technologie nommée « Vesa Panel Replay » est introduite dans cette norme. Elle permet de ne rafraîchir que certaines parties de l'affichage où l'image a changé.
- Intégrable via un connecteur USB-C et prévu pour être utilisable avec le protocole USB ou le Thunderbolt. Ils peuvent alors se partager les quatre canaux de communication proposés par un câble USB-C.

#### DisplayPort 2.1
VESA a annoncé la version 2.1 de la norme DisplayPort le 17 octobre 2022. Cette version intègre les nouvelles certifications de câbles DP40 et DP80, qui testent le bon fonctionnement des câbles DisplayPort aux vitesses UHBR10 (40 Gbit/s) et UHBR20 (80 Gbit/s) introduites dans la version 2.0. De plus, il révise certaines des exigences électriques pour les périphériques DisplayPort afin d’améliorer l’intégration avec USB4. Pour reprendre les termes de VESA :

" DisplayPort 2.1 a renforcé son alignement avec la spécification USB Type-C ainsi qu’avec la spécification USB4 PHY pour faciliter un PHY commun desservant à la fois DisplayPort et USB4. En outre, DisplayPort 2.1 a ajouté une nouvelle fonctionnalité de gestion de la bande passante de DisplayPort pour permettre au trafic DisplayPort de coexister plus efficacement avec d’autres trafics de données d’E/S sur la liaison USB4 ".

#### DisplayPort 2.1a
VESA a annoncé la version 2.1a de la norme DisplayPort le 8 janvier 2024. Cette version intègre la nouvelle certification de câble DP54, qui teste le bon fonctionnement des câbles DisplayPort à la vitesse UHBR13.5 (54 Gbit/s) introduite dans la version 2.0.

## Normes

### eDP (Embedded DisplayPort)
La technologie eDP (de l'anglais : embedded DisplayPort) dont le standard en version 1.0 a été adopté en décembre 2008 est une version pour les terminaux mobiles et embarqués pour les connexions internes pour relier les processeurs graphiques aux écrans intégrés supportant des variations de vitesse de rafraichissement. La version 1.1 a été approuvée en octobre 2009, la  version 1.1a en novembre de la même année et la version 1.2 a été finalisée en mai 2010. La version 1.3 publiée en février 2011, permet au processeur graphique de passer en mode basse consommation entre les mises à jour de l'image, en ajoutant un tampon mémoire au sein de l'écran.

### iDP (Internal DisplayPort)
Internal DisplayPort (iDP) 1.0 a été approuvé en avril 2010. La norme iDP vise à remplacer le FPD-Link comme interface de liaison interne pour la dalle d'affichage (Flat Panel Display) avec son électronique de contrôle (PDU par exemple). L'iDP dispose d'une interface physique et d'un protocole uniques, qui ne sont pas directement compatibles avec le DisplayPort et ne sont pas applicables aux connexions externes, mais ils permettent une très haute résolution et des taux de rafraîchissement tout en offrant une simplicité et extensibilité. L'iDP permet de simplifier et réduire les besoins de câblage par rapport FPD-Link. L'iDP ne possède ni canal AUX, ni protection du contenu, ni flux multiples ; il est cependant prévus pour faire de la vidéo 3D séquentielle ou entrelacé.

### wDP (Wireless DisplayPort)
Le Wireless DisplayPort (wDP) permet une bande passante et un ensemble de fonctionnalités DisplayPort 1.2 pour les applications sans câble fonctionnant dans la bande radio 60 GHz ; il a été annoncé en novembre 2010 par WiGig Alliance et VESA dans le cadre d'une collaboration.

### MyDP (Mobility DisplayPort)
MyDP connue aussi sous le nom de Mobility DisplayPort, est une norme industrielle pour une interface audio/vidéo mobile, fournissant la connectivité aux appareils mobiles aux écrans externes et TVHD. C'est une alternative à la liaison mobile haute définition (MHL)
Une implémentation de cette norme par Analogix est connue sous le nom de SlimPort. Elle implémente la transmission de vidéo par un connecteur micro-USB (jusqu'à la 4K-UltraHD et 8 canaux audio) vers un accessoire de convertisseur externe ou un dispositif d'affichage. Les produits SlimPort prennent en charge une connectivité transparente aux écrans DisplayPort, HDMI et VGA.
La norme MyDP a été publiée en juin 2012 et le premier produit à utiliser SlimPort était le smartphone Nexus 4 de Google.

### DockPort
DockPort, anciennement connu sous le nom de Lightning Bolt, est une extension de DisplayPort pour inclure les données USB 3.0 ainsi que l'alimentation pour charger les appareils portables à partir des écrans externes connectés. Développé à l'origine par AMD et Texas Instruments, il a été annoncé comme spécification VESA en 2014.

### USB-C
Le 22 septembre 2014, VESA a publié la norme DisplayPort Alternate Mode on USB Type-C Connector Standard, une spécification sur la façon d'envoyer des signaux DisplayPort via le nouveau connecteur USB-C disponible. Une, deux ou les quatre paires différentielles utilisées par USB pour le bus SuperSpeed peuvent être configurées dynamiquement pour être utilisées sur les voies DisplayPort. Dans les deux premiers cas, le connecteur peut toujours transmettre un signal SuperSpeed complet ; dans le dernier cas, au moins un signal non SuperSpeed est disponible. Le canal DisplayPort AUX est également pris en charge par les deux signaux en bande latérale sur la même connexion ; en outre, l'alimentation USB selon la nouvelle spécification USB-PD 2.0 étendue est possible en même temps.
Ceci fait du connecteur Type-C un surensemble strict des cas d'utilisation prévus pour le MyDP, DockPort, et le Mini et Micro DisplayPort.

## Fonctionnalités

### DisplayPort Dual-Mode (DP++)
Le mode Dual (DP++), appelé DisplayPort Dual-Mode, permet aux sources DisplayPort d'utiliser des adaptateurs passifs simples pour se connecter aux écrans HDMI ou DVI. Ce mode est une fonction optionnelle, de sorte que toutes les sources DisplayPort ne prennent pas nécessairement en charge les adaptateurs passifs DVI/HDMI, bien qu'en pratique, presque tous les périphériques le fassent. Officiellement, le logo "DP++" devrait être utilisé pour indiquer un port DP qui supporte le double mode, mais la plupart des appareils modernes n'utilisent pas ce logo.
Les appareils qui utilisent le mode dual détectent qu'un adaptateur DVI ou HDMI est connecté et envoient des signaux DVI/HDMI TMDS au lieu de signaux DisplayPort. La norme DisplayPort Dual-Mode originale (version 1.0), utilisée dans les périphériques DisplayPort 1.1, ne prenait en charge que les vitesses d'horloge TMDS jusqu'à 165 MHz (bande passante de 4,95 Gbit/s). C'est l'équivalent de HDMI 1.2, et est suffisant jusqu'à du 1920 × 1080 ou 1920 × 1200 à 60 Hz.
En 2013, VESA a publié la norme Dual-Mode 1.1, qui ajoute la prise en charge d'une horloge TMDS jusqu'à 300 MHz (bande passante de 9,00 Gbit/s), et est utilisée dans les nouveaux appareils DisplayPort 1.2. Ceci est légèrement inférieur au maximum de 340 MHz de HDMI 1.4, et est suffisant pour du 1920 × 1080 à 120 Hz, 2560 × 1440 à 60 Hz, ou 3840 × 2160 à 30 Hz. Les anciens adaptateurs, qui n'étaient capables que de la vitesse de 165 MHz, ont été appelés rétroactivement adaptateurs "Type 1", les nouveaux adaptateurs 300 MHz étant appelés "Type 2".
Avec le lancement de la norme DisplayPort 1.3, VESA a ajouté la prise en charge de deux modes pour une horloge TMDS jusqu'à 600 MHz (bande passante de 18,00 Gbit/s), la bande passante totale de HDMI 2.0. Ceci est suffisant pour du 1920 × 1080 à 240 Hz, 2560 × 1440 à 144 Hz ou 3840 × 2160 à 60 Hz. Toutefois, aucun adaptateur passif capable de fonctionner à la vitesse bimode de 600 MHz n'a été produit à partir de 2018.

### Transport à flux multiples (MST)
Le Transport Multi-Flux (Multi-Stream Transport ou MST) a été introduit avec la version DisplayPort 1.2. Il permet de piloter plusieurs écrans indépendants à partir d'un seul port DP sur le périphérique source. Les écrans peuvent être chaînés (daisy-chaining), ou être connectés via un concentrateur (Hub). Pour chaîner des moniteurs, ils doivent disposer d'une sortie DP. En théorie, jusqu'à 63 affichages peuvent être pris en charge, mais les débits de données combinés de tous les affichages ne peuvent pas dépasser les limites d'un seul port DP. Avec le lancement du MST, le fonctionnement standard à écran unique a été rétroactivement appelé mode "SST" (Single-Stream Transport).
Le MST est limité par la bande passante maximale disponible. Une résolution trop importante sur un moniteur pourra empêcher certains moniteurs d'afficher une image à la résolution voulue.
|           | Moniteur 1                   | Moniteur 2                   | Moniteur 3                   | Moniteur 4                   |
| --------- | ---------------------------- | ---------------------------- | ---------------------------- | ---------------------------- |
| Config. 1 | 3 840 × 2 160 à 60 Hz – 76 % | 1 920 × 1 080 à 60 Hz – 22 % | -                            | -                            |
| Config. 2 | 2 560 × 1 600 à 60 Hz – 38 % | 2 560 × 1 600 à 60 Hz – 38 % | 1 920 × 1 080 à 60 Hz – 22 % | -                            |
| Config. 3 | 2 560 × 1 440 à 60 Hz – 35 % | 2 560 × 1 440 à 60 Hz – 35 % | 1 920 × 1 080 à 60 Hz – 22 % | -                            |
| Config. 4 | 1 920 × 1 200 à 60 Hz – 30 % | 1 920 × 1 200 à 60 Hz – 30 % | 1 920 × 1 200 à 60 Hz – 30 % | -                            |
| Config. 5 | 1 920 × 1 080 à 60 Hz – 22 % | 1 920 × 1 080 à 60 Hz – 22 % | 1 920 × 1 080 à 60 Hz – 22 % | 1 920 × 1 080 à 60 Hz – 22 % |

Note : Les pourcentages indiqués ci-dessus, sont le taux d'occupation de la résolution pour la largeur de bande du DP1.2 (21,6 Gbit/s). On ne peut donc pas dépasser 100 % au total pour une configuration en DP1.2.
Le dernier moniteur d'une chaîne d'affichage n'a pas besoin de prendre spécifiquement en charge cette fonction ou d'avoir un port de sortie DP. Les écrans DisplayPort 1.1 peuvent aussi être connectés à des concentrateurs MST.
Le système d'exploitation doit également prendre en charge le MST pour que les concentrateurs et les chaînages fonctionnent. Une autre limitation est que les adaptateurs/câbles DVI et HDMI ne fonctionneront pas à partir d'un port DP en fin de chaînage. Ils peuvent cependant être utilisés avec les concentrateurs DisplayPort MST.
Le MST est pris en charge par le mode USB Type-C DisplayPort Alternate Mode, de sorte que les chaînes DisplayPort standard et les concentrateurs MST fonctionnent à partir de sources Type-C avec un adaptateur Type-C vers DisplayPort sans aucune conversion.

### Plage dynamique élevée (HDR)
La prise en charge de la vidéo HDR a été introduite avec la version 1.4. Il met en œuvre la norme CTA 861.3 pour le transport des métadonnées HDR statiques dans EDID. Voir l'article sur la Vidéo haute dynamique (HDR) pour plus d'information.

### Protection des contenus
Le DisplayPort à l'origine peut utiliser en option le DPCP (DisplayPort Content Protection) Philips, qui utilise le chiffrement AES 128 bits. Il dispose également d'une authentification complète et de l'établissement d'une clé de session. Chaque session de chiffrement est indépendante et dispose d'un système de révocation indépendant. Cette partie de la norme fait l'objet d'une licence distincte. Il ajoute également la possibilité de vérifier la proximité du récepteur et de l'émetteur, une technique visant à s'assurer que les utilisateurs ne contournent pas le système de protection du contenu pour envoyer des données à des utilisateurs distants et non autorisés.
La version DisplayPort 1.1 a ajouté l'implémentation optionnelle de la norme HDCP 1.3 (High-bandwidth Digital Content Protection) 56 bits, qui nécessite une licence distincte de celle de Digital Content Protection LLC.
La version DisplayPort 1.3 a ajouté la prise en charge du HDCP 2.2, qui est également utilisé par la norme HDMI 2.0.

### Avantages sur le DVI
1. Basé sur un protocole à micro-paquets qui permet des flux vidéo multiples (MST)
2. Développé pour supporter la communication puce à puce interne :
  - Peut contrôler un écran directement, éliminant les circuits de contrôle et permettant des écrans moins chers et plus minces,
  - A pour but de remplacer les liens internes LVDS des écrans d’ordinateurs portables avec une interface unifiée,
3. DisplayPort est rétrocompatible avec le « single link » DVI/HDMI (des adaptateurs à conversion active sont nécessaires pour le « dual link » DVI/HDMI et le VGA analogique) ;
4. Supporte les espaces colorimétriques RGB et YCbCr (format ITU-R BT.601 et BT.709) ;
5. Un canal auxiliaire peut être utilisé pour les données d’écran tactile, une liaison USB, une caméra, un microphone, etc. ;
6. Moins de lignes avec « embedded clock reduce » (interférence électromagnétique) ;
7. Câblage plus fin et un connecteur beaucoup plus petit qui ne requiert pas de vis à serrage à main. Les broches du connecteur ne risquent pas de se plier si elles sont mal branchées ;
8. Le connecteur DisplayPort est facile à brancher, permettant une connexion simple en aveugle.

## Connecteurs
Deux types de connecteurs existent :
- Le port standard (20 broches femelle)

- et le connecteur mini (équipant entre autres les ordinateurs portables sous l'interface Thunderbolt et certaines cartes graphiques AMD et NVIDIA)

Nota : concernant le genre (mâle/femelle), il est à noter qu'il faut prendre en compte la partie extérieure du connecteur. Un bon repère est que les connecteurs sur les ordinateurs et écrans sont femelles alors que les câbles de raccordement sont mâles (la photo en encart représente donc un connecteur mâle).